# 内藤のび太
内藤 のび太（ないとう のびた、1984年2月17日 - ）は、日本の男性総合格闘家。千葉県印西市出身。パラエストラ松戸所属。元ONE世界ストロー級王者。元修斗世界ストロー級王者。
弟は総合格闘家の内藤頌貴。

## 来歴
22歳の時に格闘技を始めた。それまでスポーツの経験はほとんどなかったが、2011年に全日本アマチュア修斗選手権フライ級（52kg）で優勝し、27歳でプロに昇格した。
2012年8月25日、修斗フライ級新人王決定トーナメント2回戦で藤川翼を相手にプロデビュー戦を行い、2Rにギロチンチョークで一本勝ちを収めた。12月15日の決勝戦でSHOTAと対戦。2RにパウンドでKO勝ちを収め、2012年度の修斗フライ級新人王を獲得した。
2014年9月27日、修斗世界フライ級タイトルマッチで王者の室伏シンヤに挑戦し、5Rにリアネイキドチョークで一本勝ち。王座獲得に成功した。
2015年7月26日、修斗世界フライ級タイトルマッチで挑戦者の澤田龍人と対戦し、4Rに肩固めで一本勝ち。王座初防衛に成功した。試合前にはテレビアニメ『ドラえもん』の声優を務める水田わさび（ドラえもん役）、木村昴（剛田武役）から花束が贈呈された。
2015年11月29日、修斗世界フライ級タイトルマッチで挑戦者の猿丸ジュンジと対戦し、3-0の判定勝ち。2度目の王座防衛に成功した。
2016年4月22日、ONE世界ストロー級（56.7kg）王座に挑戦するため、修斗世界フライ級王座を返上した。

### ONE Championship
2016年5月27日、ONE Championship 43のONE世界ストロー級タイトルマッチで王者のデェダムロン・ソー・アミュアイシルチョークに挑戦し、4Rにリアネイキドチョークで一本勝ちを収め、王座獲得に成功した。
2016年10月7日、ONE Championship: State of WarriorsのONE世界ストロー級タイトルマッチで挑戦者のジョシュア・パシオと対戦し、3Rにリアネイキドチョークで一本勝ち。王座初防衛に成功した。
2017年12月9日、ONE Championship: Warriors of the WorldのONE世界ストロー級タイトルマッチで挑戦者のアレックス・シウバと対戦し、0-3の判定負け。キャリア初黒星を喫し、王座から陥落した。
2018年5月12日、ONE Championship: Grit and GloryのONE世界ストロー級タイトルマッチで王者のアレックス・シウバとダイレクトリマッチを行い、2-1の判定勝ち。再び王座獲得に成功した。
2018年9月22日、ONE Championship: Conquest of HeroesのONE世界ストロー級タイトルマッチで挑戦者のジョシュア・パシオと再戦し、0-3の判定負けを喫し、王座から陥落した。
2020年9月10日、One Championship: Road to ONE 3rd : TOKYO FIGHT NIGHTで猿田洋祐と対戦し、判定負けを喫した。

## 人物・エピソード
- リングネームののび太は、漫画『ドラえもん』に登場するキャラクター・野比のび太に由来するもので、プロデビュー前に同門のジャイアン貴裕の入場パフォーマンスに参加した際、のび太のコスプレをしたことがきっかけで名付けられた[1]。
- 2018年4月、TBS『水曜日のダウンタウン』の企画「合計170kg相撲」に出演。ジャイアン貴裕とタッグを組み、元大関の把瑠都と2対1の相撲対決を行ったが、結果は把瑠都の勝利に終わった[7]。

## 戦績
| 総合格闘技 戦績 | 総合格闘技 戦績 | 総合格闘技 戦績 | 総合格闘技 戦績 | 総合格闘技 戦績 | 総合格闘技 戦績 | 総合格闘技 戦績 |
| --------------- | --------------- | --------------- | --------------- | --------------- | --------------- | --------------- |
| 19 試合         | (T)KO           | 一本            | 判定            | その他          | 引き分け        | 無効試合        |
| 15 勝           | 1               | 6               | 8               | 0               | 0               | 0               |
| 4 敗            | 1               | 0               | 3               | 0               | 0               | 0               |

| 勝敗 | 対戦相手                                   | 試合結果                           | 大会名                                                                              | 開催年月日     |
| ×    | 猿田洋祐                                   | 5分3R終了 判定0-3                  | One Championship: Road to ONE 3rd : TOKYO FIGHT NIGHT                               | 2020年9月10日  |
| ○    | ポンシリ・ミートサティート                 | 5分3R終了 判定3-0                  | One Championship: Masters of Fate                                                   | 2019年11月8日  |
| ○    | アレックス・シウバ                         | 5分3R終了 判定3-0                  | One Championship: Enter the Dragon                                                  | 2019年5月17日  |
| ×    | レネ・カタラン                             | 1R 4:32 TKO（パウンド）            | One Championship: Reign of Valor                                                    | 2019年3月8日   |
| ×    | ジョシュア・パシオ                         | 5分5R終了 判定0-3                  | ONE Championship: Conquest of Heroes 【ONE世界ストロー級タイトルマッチ】            | 2018年9月22日  |
| ○    | アレックス・シウバ                         | 5分5R終了 判定2-1                  | ONE Championship: Grit and Glory 【ONE世界ストロー級タイトルマッチ】                | 2018年5月12日  |
| ×    | アレックス・シウバ                         | 5分5R終了 判定0-3                  | ONE Championship: Warriors of the World 【ONE世界ストロー級タイトルマッチ】         | 2017年12月9日  |
| ○    | ジョシュア・パシオ                         | 3R 1:33 リアネイキドチョーク       | ONE Championship: State of Warriors 【ONE世界ストロー級タイトルマッチ】             | 2016年10月7日  |
| ○    | デェダムロン・ソー・アミュアイシルチョーク | 4R 4:00 リアネイキドチョーク       | ONE Championship 43: Kingdom of Champions 【ONE世界ストロー級タイトルマッチ】       | 2016年5月27日  |
| ○    | 猿丸ジュンジ                               | 5分5R終了 判定3-0                  | 修斗 【修斗世界フライ級タイトルマッチ】                                             | 2015年11月29日 |
| ○    | 澤田龍人                                   | 4R 4:46 肩固め                     | 修斗 【修斗世界フライ級タイトルマッチ】                                             | 2015年7月26日  |
| ○    | 室伏シンヤ                                 | 5R 4:57 スリーパーホールド         | 修斗 2014年第7戦 【修斗世界フライ級タイトルマッチ】                                 | 2014年9月27日  |
| ○    | 正城ユウキ                                 | 5分3R終了 判定3-0                  | 修斗 2014年第2弾                                                                    | 2014年3月16日  |
| ○    | オニボウズ                                 | 5分3R終了 判定3-0                  | 修斗 2013年第5戦                                                                    | 2013年11月9日  |
| ○    | ヒートたけし                               | 5分3R終了 判定3-0                  | 修斗 SHOOTING DISCO 22                                                              | 2013年10月5日  |
| ○    | ATCHアナーキー                             | 5分3R終了 判定2-0                  | 修斗 SHOOTING DISCO 21                                                              | 2013年6月8日   |
| ○    | 阿藤リトル                                 | 3R 3:10 腕ひしぎ十字固め           | 修斗 SHOOTING DISCO 20                                                              | 2013年2月23日  |
| ○    | SHOTA                                      | 2R 3:16 KO（パウンド）             | 修斗 THE ROOKIE TOURNAMENT FINAL 2012 【修斗フライ級新人王決定トーナメント 決勝戦】 | 2012年12月15日 |
| ○    | 藤川翼                                     | 2R 2:31 フロントスリーパーホールド | 修斗 SHOOTO GIG TOKYO Vol.11 【修斗フライ級新人王決定トーナメント 2回戦】           | 2012年8月25日  |

## 獲得タイトル
- 第18回全日本アマチュア修斗選手権フライ級 優勝（2011年）
- 修斗フライ級 新人王（2012年）
- 第5代修斗世界フライ級王座（2014年）
- 第2代ONE世界ストロー級王座（2016年）
- 第4代ONE世界ストロー級王座（2018年）